# Tortelosa Montes
I Tortelosa Montes sono una struttura geologica della superficie di Giapeto.